# Postmarcos
Postmarcos o San Isidoro de Postmarcos (llamada oficialmente Santo Isidro de Posmarcos) es una parroquia española del municipio de Puebla del Caramiñal, en la provincia de La Coruña, Galicia.

## Entidades de población
Entidades de población que forman parte de la parroquia:
- A Canliña
- A Mercé
- Angustia (A Angustia)
- Armental
- Barreira (A Barreira)
- Batán (O Batán)
- Campomolinos (Campomuíños)
- Casás (Os Casás)
- Conchido (O Conchido)
- Conga (A Conga)
- Crocha de Levante (A Crocha de Levante)
- Crocha de Poniente (A Crocha de Poñente)
- Crucero Nuevo (O Cruceiro Novo)
- Entrerríos
- Fojo (O Foxo)
- Freijo (O Freixo)
- Hórreo (O Hórreo)
- Inferniño (O Inferniño)
- Lomba (A Lomba)
- O Campo
- O Pinal do Rei
- Oujo (Ouxo)
- Portocarro
- Puente Barbanza (A Ponte Barbanza)
- Puentes (As Pontes)
- Pumadiño (O Pumadiño)
- Recosta (A Recosta)
- Rego d'Horta (Rego de Horta)
- Río Lerez (O Río Lérez)
- Riveiriña (A Ribeiriña)
- Saborido
- Sampayo (Sampaio)
- San Isidro (San Isidro)
- Sanquelexo (' Sanquelexo)
- Vilariño
- Vilas
- A rebolta (Postmarcos)
- O Santallo (Postmarcos)
- As Taras (Postmarcos)

## Despoblados
- Cadreche
- Portofreijo (Portofreixo)

## Demografía
| Gráfica de evolución demográfica de Postmarcos entre 2000 y 2019 |
|                                                                  |
| Datos según el nomenclátor publicado por el INE.                 |